# Flashmob

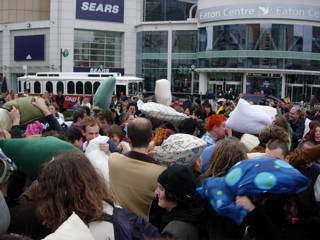
En grupp människor har samlats på en offentlig plats för att ha kuddkrig i Toronto 2005.

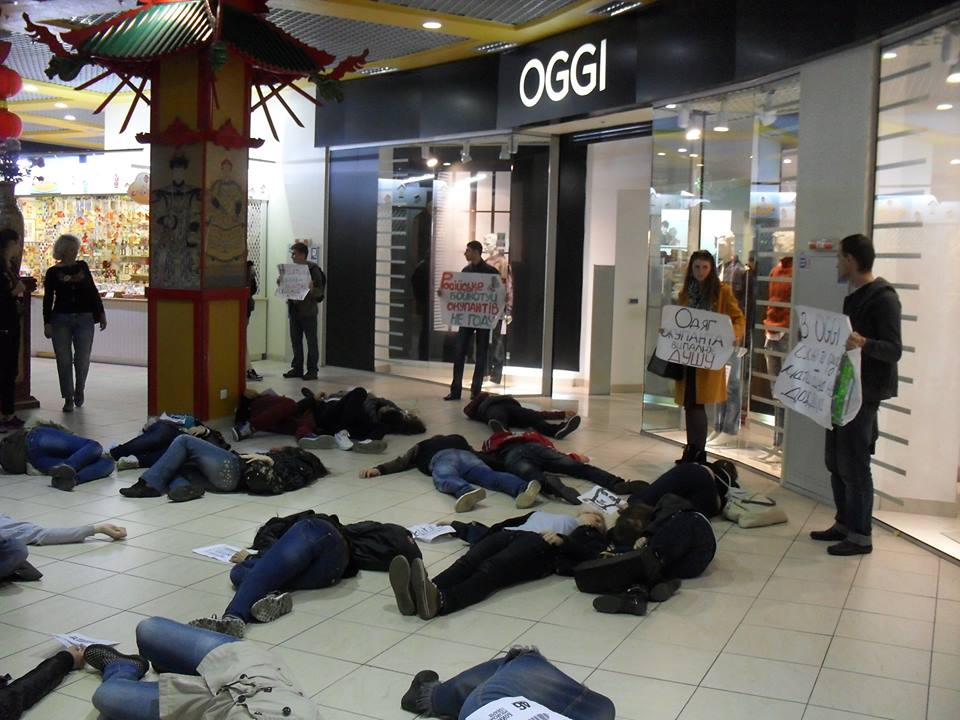
Under kampanjen Köp inte ryska varor! har ett antal flashmobs arrangerat "de döda" som är en syftning till offren i konflikten i östra Ukraina 2014.

En flashmob, blixtdemonstration, är när en grupp människor plötsligt samlas på en offentlig plats, och där gör någonting oväntat, som en koreograferad dans, en kort period och sedan skingras direkt efter. Flashmobs organiseras via internets sociala medier, e-post eller telekommunikation.

## Världen
Ett mycket stort antal flashmobs har arrangerats på alla möjliga håll i världen. Den vanligaste typen är att en större folkmassa samlas och dansar till en tidigare bestämd låt med bestämda danssteg. Andra exempel är att man har kuddkrig, vattenkrig eller snöbollskrig. Oftast filmas allt och läggs upp på bland annat sociala medier och andra delar av internet.
Flashmob-tekniken har också använts i politiska syften, som en typ av demonstration. Ett antal sådana "blixtdemonstrationer" genomfördes under 2014 i Ukraina som del av kampanjen Köp inte ryska varor!.

## Sverige
Det finns många exempel på flashmobs i Sverige. Några exempel: 
- Stockholm 20 mars 2003: En grupp på tjugo personer ställde sig framför en och samma bankomat, trots att där fanns ytterligare en bankomat bredvid denna. Ett par minuter senare började alla prata i mobiltelefon samtidigt.[2]
- Jönköping 16 mars 2007: Ett kuddkrig startades utan anledning kl.17 på Juneporten.[3]
- Citykaos var ett program som gjorde flashmobs under hösten 2008.[källa behövs]
- Stockholm 8 juli 2009: Dansgruppen Bounce arrangerade en flashmob då de dansade på Sergels torg, Stockholms centralstation och Stureplan till låten Beat It för att hylla den nyligen bortgångne Michael Jackson,[4][5] Bounce hade på sin Myspace-sida efterlyst minst 100 dansare som ville delta, och i förväg lära sig stegen till dansen. Hyllningen filmades och lades upp på videosajten Youtube.[6]
- Umeå 14 december 2017: Ett hundratal personer började klockan 21 sjunga Rudolf med röda mulen utanför Musikhjälpens glasbur på Rådhustorget.[7]

## Källhänvisningar
1. ↑   flashmob i Nationalencyklopedins nätupplaga. Läst 30 januari 2015.
2. ↑  ”Arkiverade kopian”. Arkiverad från originalet den 23 februari 2007. https://web.archive.org/web/20070223195621/http://www.aftonbladet.se/vss/stockholm/story/0,2789,349406,00.html. Läst 17 mars 2007.. | Nyare snabbare länk
3. ↑  ”Kuddkrig i centrala Jönköping”. SR P4. 16 mars 2007. https://sverigesradio.se/artikel/1259830. Läst 1 juni 2022.
4. ↑  ”DN webbtv:Hela plattan dansade”. http://www.dn.se/webbtv/kultur-noje/hela-plattan-dansade.
5. ↑  ”SvD Hundratals dansade till Beat it”. http://www.svd.se/nyheter/inrikes/webbtv/artikel_3181623.svd..
6. ↑  ”Michael Jackson Dance Tribute - STOCKHOLM”. Youtube, BounceSweden. 8 juli 2009. https://www.youtube.com/watch?v=lVJVRywgmYM. Läst 1 juni 2022.
7. ↑  ”Musiköverraskning”. Facebook. 14 december 2017. https://m.facebook.com/events/rådhustorget-se-903-26-umeå-sverige/musiköverraskningen/133025877377978/. Läst 1 junii 2022.